# Wystan de la Peña Salarda
Wystan de la Peña Salarda es un lingüista y profesor filipino de lengua española y francesa que escribe sus artículos en inglés y español. 
Es miembro de la Academia Filipina, correspondiente de la RAE.
Profesor de lengua española y francesa en la Universidad de Filipinas, Diliman. Presidente del departamento de Lenguas Europeas en el College of Arts and Letters (Facultad de Filosofía y Letras) de dicha Universidad.
Especialista en Literatura hispanofilipina, traductor y poeta en lengua castellana.
Durante el “Primer Congreso del Español como lengua extranjera en Asia-Pacífico”, celebrado en Manila en noviembre de 2009, formó parte del comité científico.

## Publicaciones
- “Migration Narratives: Intersections in Philippine-Latin American Writings”, ponencia presentada en The First PACLAS International Conference on Philippine-Latin American Relations.
- “The Paradigm Shift in the Early Fil-Hispanic Novels: Re-reading the Works of Jesus Balmori”, ponencia presentada en 8th International Conference on Philippine Studies (ICOPHIL). Quezon City, Filipinas, 23-26 July 2008 with Maria Luisa Camagay. Mariano Ponce Cartas Sobre La Revolución (Sentro ng Wikang Filipino), UP Diliman.
- “Research Abstracts and Notes: GTZ and PhilHealth Studies 1999-2004”, Presentación realizada en the German Support to Philippine Health Sector Reform and Population Management, September 2004 with Matthew Jowett. KASAPI Guide Book, 2004
- “Meaning Transfer Beyond Words: Visualization as a Tool for Translation of Historical Materials”, presentado en the First International Conference on Kapampangan Studies.